# 上野征洋
上野 征洋（うえの ゆきひろ、1943年11月16日 - ）は、日本の社会学者。静岡文化芸術大学名誉教授。日本広報学会顧問。社会情報大学院大学前学長。専門分野は社会情報学、文化社会学。東京都出身。行政の諸課題に深くかかわり、地域政策に詳しい。

## 来歴
- 1966年3月　早稲田大学 教育学部社会科学専修卒業。新聞学を専攻。
- 1968年3月　東京大学新聞研究所（現・東京大学大学院情報学環・学際情報学府）修了。香内三郎に師事。
- 1968年4月 編集者（光文社）となったが、労働争議を経て退社。シンクタンク研究員（政策科学研究所、コミュニケーション科学研究所）を務め、1985年から1998年まで法政大学社会学部の兼任講師として「情報メディア論」「広告論」などを担当。
- 同時に、博覧会プロデューサーとして「つくば科学万博」（1985年）「横浜博覧会」（1989年）などに参画、のち、青島幸男知事によって中止された「世界都市博覧会」[4]（1995年中止）、「山口きらら博」（2001年）、「浜松モザイカルチャー世界博2009」でもチーフ・プロデューサーを務めた。
- ジャーナリスト、評論家として70年代から執筆活動を行ない、「月刊ジャーナリスト」（情報センター出版局）「週刊ダイヤモンド」（ダイヤモンド社）[5]　新聞各紙への寄稿多数。静岡新聞「時評」（2000 - 2011年）中日新聞「中日新聞を読んで」（2008 - 現在）などのコラムはいずれも10年以上の連載。
- 1996年静岡県の要請で静岡文化芸術大学の設立に参画（開学準備委員）、2000年4月　静岡文化芸術大学教授・文化政策学科長、2004年、文化政策学部長・副学長として学長の木村尚三郎を支えて大学運営を担当。2010年3月定年、名誉教授となる。
- 事業構想大学院大学（東京・港区）の設立に参画、2012年4月副学長兼事業構想研究科長。2017年4月社会情報大学院大学（東京・新宿区）の開学にともない初代学長に就任、2019年3月に退任。いずれもリカレント教育の新分野を開拓する高等教育機関として注目された。

## 社会活動
- 企業広報賞選考委員（1988年 - 1991年）
- 東京都広聴システム検討委員会（座長）（1994年 - 1996年）
- 内閣府政府広報評価委員会（1997年 - 2000年）
- 科学技術会議情報科学専門委員（1998年 - 2001年）[6]
- 静岡県情報公開審査委員（2001年 - 2009年）
- 浜松市都市計画審議会会長（2002年 - 2010年）
- 浜松市広域合併協議会学識委員（2003年 - 2005年）
- 静岡県事業評価監視委員（2003年 - 2007年）
- 農水省食育・普及啓発委員会委員（2004年 - 2008年）
- 環境省国民運動推進委員会委員（2004年 - 2006年）
- 国土交通省広報政策検討委員会委員（2006年 - 2008年）
- 三遠南信広域連合協議会委員（2006年 - 2010年）
- 内閣府広報効果評価委員会委員長（2008年 - 2010年）
- 浜松市景観審議会会長（2010年 - 2014年）
- 静岡県地域づくりアドバイザー（2012年 - ）
- 内閣府北方領土国民啓発活動検討委員会（座長）（2013年 - 2017年）
- 尼崎市文化ビジョン検討委員会（座長）（2015年 - 2018年）
- 尼崎市文化振興アドバイザー（2019年 - ）
- 浜松科学館運営委員会委員長（2020年 - ）
- 日本広報学会理事（1995年）、理事長（2004年 - 2008年）、副会長（2009年 - 2021年 ）
- 日本経営教育学会、マネジメント学会、イベント学会などの会員で理事も歴任。
- 市町村アカデミー、自治大学校、国土交通大学校、農水省森林総合研修所などの講師を務める（1998年 - ）。

## 著書・論文
- 『抵抗と沈黙のはざまで』（香内三郎と共著）、新時代社、1984年
- 「わが国海外広報活動の総合戦略研究」（研究報告書）総合研究開発機構（NIRA）、1986年
- 『CI計画ハンドブック理論編』（編著）、日本能率協会総合研究所、1986年
- 『市民文化と文化行政』（森啓他と共著）、学陽書房、1988年
- 『自分の本』コスモ出版、1990年
- 『新しい自分づくりのすすめ』大和出版、1991年
- 『広報・コミュニケーション戦略』（猪狩誠也他と共著）、都市文化社、1992年
- 『広報広聴』（市町村アカデミー編）、日本加除出版、1992年
- 『企業文化論を学ぶ人のために』（梅澤正と共編著）、世界思想社、1995年
- 『文化行政－－はじまり・いま・みらい』（森啓、倉光弘己他と共著）、水曜社、2001年
- 『文化政策を学ぶ人のために』（編著）、世界思想社、2002年
- 『コーポレイト・コミュニケーション戦略』（猪狩誠也他と共著）、同友館、2002年
- 『広報・広告・プロパガンダ』（佐藤卓己他と共著）、ミネルヴァ書房、2004年
- 『市民力』（根本敏行と共著）、宣伝会議、2005年
- 『CC戦略の理論と実践』（猪狩誠也他と共著）、同友館、2008年
- 『広報・コミュニケーション基礎』（編著）、宣伝会議、2017年